# Homalenotus armatus
Homalenotus armatus is een hooiwagen uit de familie Sclerosomatidae.